# NGC 7190
NGC 7190 (другие обозначения — PGC 67928, UGC 11885, ZWG 428.19, NPM1G +10.0537) — галактика в созвездии Пегас.
Этот объект входит в число перечисленных в оригинальной редакции «Нового общего каталога».